# 마리아노 라호이
마리아노 라호이 브레이(스페인어: Mariano Rajoy Brey, 1955년 3월 27일 ~ )는 스페인의 국민당 소속 정치인이다. 호세 마리아 아스나르 정부 때인 1996년부터 1999년까지 공공행정장관, 1999년부터 2000년까지 교육문화장관, 2001년부터 2002년까지 내무장관, 2000년부터 2003년까지 제1부총리를 역임하였다. 그리고 2011년 12월 21일부터 2018년 6월 1일까지 스페인의 총리를 맡았다.
집권 국민당이 부패 스캔들에 휘말리자 제1야당이었던 스페인 사회노동당이 제출한 내각 불신임 결의가 2018년 6월 1일에 스페인 하원을 통과하면서 1975년 스페인 민주화 이후 처음으로 불신임 결의를 통해 총리에서 물러나는 불명예를 안았다.